# Samuel P. Huntington
Samuel Phillips Huntington (ur. 18 kwietnia 1927 w Nowym Jorku, zm. 24 grudnia 2008 na wyspie Martha’s Vineyard) – amerykański politolog.

## Życie i działalność
Samuel Huntington w wieku 18 lat ukończył z wyróżnieniem naukę na Uniwersytecie Yale, służył w armii amerykańskiej, stopień magistra uzyskał na Uniwersytecie Chicagowskim, a stopień doktora na Uniwersytecie Harvarda. Tam też, w wieku 23 lat, rozpoczął pracę wykładowcy uniwersyteckiego i od 1950 roku, aż do końca życia był członkiem wydziału polityki rządowej. W latach 1959–1962 był profesorem pomocniczym w dziedzinie polityki rządowej na Columbia University – był tam również zastępcą dyrektora Instytutu Studiów nad Wojnami i Pokojem. Huntington był także prezesem Amerykańskiego Towarzystwa Nauk Politycznych (1986–1987), dyrektorem Centrum Spraw Międzynarodowych im. Johna Olina Uniwersytetu Harwardzkiego i konsultantem Departamentu Stanu. W latach 1977 i 1978, w okresie administracji Jimmy’ego Cartera, był koordynatorem planowania bezpieczeństwa w Narodowej Radzie Bezpieczeństwa Stanów Zjednoczonych.

## Poglądy i publikacje
W 1970 wraz z Warrenem Demianem Manshellem założył i współredagował (do 1977) dwumiesięcznik „Foreign Policy”. Pierwszą ważniejszą publikacją książkową była praca z 1957 The Soldier and the State. The Theory and Politics of Civil-Military Relations (Żołnierz i państwo. Teoria i polityka stosunków cywilno-wojskowych) – choć budziła, po opublikowaniu, wiele kontrowersji, to dziś uznawana jest za najbardziej wpływową książkę na temat cywilno-wojskowych stosunków w Ameryce. Duże uznanie zyskała praca z 1968 Political Order in Changing Societies (Ład polityczny w zmieniających się społeczeństwach), która rzuciła wyzwanie konwencjonalnym poglądom opartym na teorii modernizacji (teoria ta zakłada, że postęp ekonomiczny i społeczny, w niedawno zdekolonizowanych krajach, prowadzi do stabilnych demokracji).
Huntington, będąc konsultantem amerykańskiego Departamentu Stanu, napisał w 1968 artykuł w dwumiesięczniku „Foreign Affairs”, w którym zalecał, aby doprowadzić do skupienia wiejskiej populacji Wietnamu Południowego w celu izolacji Vietcongu. Był też współautorem raportu The Crisis of Democracy. On the Governability of Democracies (Kryzys demokracji. O możliwości rządzenia w demokracjach) wydanego w 1976 przez Komisję Trójstronną.
     zachodnią
     prawosławną
     latyno-amerykańską
     islamską
     afrykańską
     hinduistyczną
     buddyjską
     chińską
     japońską

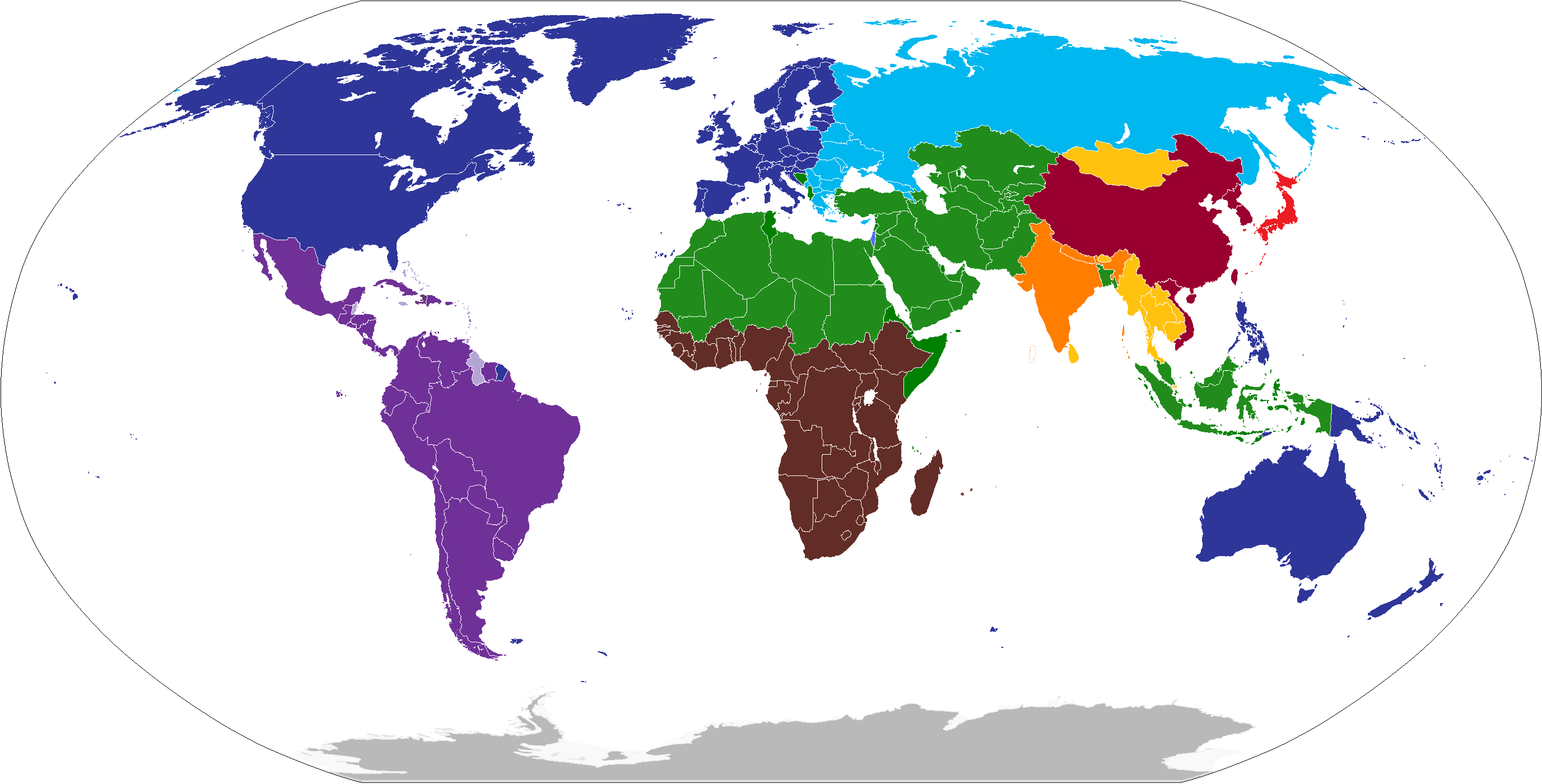
Mapa cywilizacji oparta na publikacji Huntingtona „Zderzenie cywilizacji”. Kolory oznaczają cywilizacje:
zachodnią
prawosławną
latyno-amerykańską
islamską
afrykańską
hinduistyczną
buddyjską
chińską
japońską
Pozostałe kolory (np. jasnozielony, żółty i turkusowy) wskazują na obszary kultur z defektami, w których mogą nastąpić zderzenia cywilizacji (byłe kolonie brytyjskie, Turcja, Izrael, Etiopia, Haiti). Uwaga: Transylwania, Zachodnia Ukraina, północna Serbia i inne obszary według opracowania Huntingtona należą do cywilizacji zachodniej

W 1993 Huntington opublikował w „Foreign Affairs” głośny artykuł The Clash of Civilizations? (Zderzenie cywilizacji?), który zainicjował debatę wśród teoretyków stosunków międzynarodowych. Huntington w artykule przeciwstawił się tezie Francisa Fukuyamy o „końcu historii”, który miałby nastąpić po upadku komunizmu. Huntington, opisując geopolitykę po zakończeniu zimnej wojny stwierdził, że politykę zdominują w przyszłości starcia między cywilizacjami. Przyszłe konflikty zbrojne będą się toczyć nie między państwami, ale między cywilizacjami. Źródłami konfliktów międzynarodowych staną się różnice kulturowe, wywodzące się z podziałów religijnych. Współczesny świat zmienia się w arenę walki i rywalizacji między ośmioma głównymi cywilizacjami. Rozwinięciem artykułu była wydana w 1996 książka The Clash of Civilizations and the Remaking of World Order.
Wyżej wymieniona publikacja Huntingtona stanowi kolejny wkład do teorii cywilizacji. Perspektywa teorii cywilizacji była wcześniej przyjmowana w pracach takich myślicieli i badaczy jak Oswald Spengler (Zmierzch Zachodu), Feliks Koneczny (O wielości cywilizacyj), Pitirim Sorokin (Social and Cultural Dynamics), Arnold Joseph Toynbee (Studium historii), Norbert Elias (Przemiany obyczajów w cywilizacji Zachodu) i Immanuel Wallerstein (The Modern World-System). Zderzenie cywilizacji wpisuje się też we współczesną debatę nad procesami i skutkami globalizacji, która z jednej strony posiada rozliczne grono zwolenników (argumenty za pozytywnymi efektami ekonomicznymi globalizacji przytaczają w swoich publikacjach m.in. Thomas Friedman i Adrian Wooldridge), a także kontestatorów w postaci na przykład licznych ruchów alterglobalistów. Rozbieżne są też spojrzenia na to, czy globalizacja prowadzi do ujednolicenia lokalnych kultur (i poszczególnych cywilizacji) – jak zakładają na przykład politolog Benjamin Barber i socjolog George Ritzer – czy też do indygenizacji (ulokalnienia) i kreolizacji (mieszania) – jak dowodzą antropologowie kulturowi (między innymi Roland Robertson i Arjun Appadurai).

## Krytyka
Prace Samuela Huntingtona były w Stanach Zjednoczonych przedmiotem rozlicznych krytyk.
Huntington w 1986 roku był dwukrotnie nominowany na członka Narodowej Akademii Nauk, jednak po głosowaniu odrzucono jego kandydaturę. O odrzucenie nominacji zabiegał szczególnie profesor matematyki z Uniwersytetu Yale, Serge Lang, wskazując, że Huntington, aby podbudować swój autorytet, w swojej pracy Political Order in Changing Societies z 1968 dopuścił się pseudonaukowego (pseudomatematycznego) argumentu, dowodząc, że Ameryka Południowa w 1960 była „społeczeństwem zadowolonym”.
Krytycy (na przykład w artykułach publikowanych na łamach „Le Monde diplomatique”) uznali publikację Zderzenie cywilizacji za próbę teoretycznego usankcjonowania agresji Zachodu, której przewodzą Stany Zjednoczone i która zwrócona została ku Chinom i światowej kulturze islamu. Tym niemniej zmiany geopolityczne, jakie nastąpiły po zakończeniu zimnej wojny stawiają dla Zachodu wymóg wewnętrznego wzmocnienia kulturowego przez wstrzymanie się od narzucania swojego ideału demokratycznego uniwersalizmu i zaprzestanie swojego nieustającego interwencjonizmu militarnego. Inni krytycy wskazują, że taksonomia Huntingtona jest arbitralna, stanowi uproszczenie i nie bierze pod uwagę wewnętrznej dynamiki i partykularnych napięć, jakie panują wewnątrz samych cywilizacji. Ponadto krytycy argumentują, że Huntington nie docenia mobilizacji ideologicznej prowadzonej przez elity i niespełnienia socjoekonomicznych potrzeb populacji - które to przyczyny są rzeczywistymi czynnikami napędzającymi konflikty - a także, że ignoruje konflikty, które nie pasują do linii defektów cywilizacyjnych, jakie zidentyfikował. Dalej, zdaniem krytyków, jego nowy paradygmat nie jest niczym innym, jak tylko myśleniem realistycznym, w którym „państwa” zastąpione zostały przez „cywilizacje”. Wpływ Huntingtona na politykę Stanów Zjednoczonych podobny jest do wpływu kontrowersyjnych teorii religijnych brytyjskiego historyka Arnolda Josepha Toynbee'ego, który w początkach XX w. pisał o przywódcach azjatyckich.
W nekrologu Samuela Huntingtona, jaki ukazał się w „The New York Times”, napisano, że jego nacisk na dawne imperia religijne, zamiast na narody, czy grupy etniczne, [jako źródła globalnego konfliktu] zyskały...więcej uznania po atakach z 11 września.
Również grono amerykańskich antropologów kulturowych w pracy Why America's Top Pundits Are Wrong. Anthropologists Talk Back (Dlaczego najwięksi mędrcy Ameryki się mylą. Odpowiedź antropologów) zweryfikowało zawartość merytoryczną publikacji czołowych, wpływowych dziennikarzy i autorytetów z dziedziny politologii (m.in. Samuela Huntingtona, Roberta Kaplana i Thomasa Friedmana) wskazując na mitotwórstwo, operowanie stereotypami, wyolbrzymianie różnic między cywilizacjami, propagowanie koncepcji konfliktu i wizji, w której ludzie żyjący w odmiennych kręgach kulturowych nigdy nie będą w stanie stworzyć tolerancyjnego świata.
Także Edward Said ustosunkował się do tez Huntingtona w swoim eseju zatytułowanym The Clash of Ignorance (Zderzenie ignorancji). Said argumentuje, że kategoryzacja ustalonych „cywilizacji” światowych przedstawiona przez Huntingtona pomija dynamiczną współzależność i interakcję kultury. Wszystkie jego pomysły opierają się nie na harmonii, ale na zderzeniach lub konfliktach pomiędzy światami. Huntington na mapę świata nałożył swoją teorię, zgodnie z którą, każdy ze światów jest „zamknięty w sobie”. Teorię tę odniósł też do struktury cywilizacji oraz do myśli, że każda rasa ma szczególną psychologię i swoje przeznaczenie. Według Saida, jest to przykład geografii wyobrażonej, w której prezentacja świata w określony sposób sankcjonuje pewną politykę. Interwencjonistyczna i agresywna idea zderzenia cywilizacji, zdaniem Saida, ma na celu podtrzymanie w umysłach Amerykanów statusu czasu wojny - poszerza na swój sposób koncepcję zimnej wojny zamiast propagować idee, które mogłyby pomóc w zrozumieniu aktualnej sceny politycznej i pogodzić ze sobą różne kultury.
W Polsce filozof Robert Piotrowski (1965–2014) po analizie porównawczej stwierdził, że może ona być plagiatem teorii Feliksa Konecznego.

## Tłumaczenia prac na język polski
- Kryzys demokracji, tłum. Wiktor Zujewicz, Wyd. IBWPK, Warszawa 1977. (The Crisis of Democracy: On the Governability of Democracies 1976)
- Przyszłość demokracji, tłum. Marek Tabin, Wyd. Myśl, Warszawa 1985, ss. 24. (Skrócona wersja art.: Will more countries become democratic, 1984)
- Trzecia fala demokratyzacji, tłum. Andrzej Durdzik, Wyd. I, PWN, Warszawa 1995, ss. 327. ISBN 83-01-11875-X, Wyd. II, 2009. ISBN 978-83-01-15967-2 (The Third Wave. Democratization in the Late Twentieth CenturyThird wave 1991)
- Zderzenie cywilizacji i nowy kształt ładu światowego, tłum. Hanna Jankowska, Wyd. Muza, Warszawa 1997, ss. 542, seria Spectrum, ISBN 83-7200-615-6, Wyd. II, 2004, ISBN 83-7200-986-4 (The Clash of Civilization and the Remaking of World Order 1996)
- (redakcja pracy zbiorowej z Lawrence'em E. Harrisonem) Kultura ma znaczenie. Jak wartości wpływają na rozwój społeczeństw, tłum. Sławoim Dymczyk, Wyd. Zysk i S-ka, Poznań 2000, ss. 464, seria Antropos, ISBN 83-7298-368-2 (Culture matters. How Values Shape Human Progress 2000)
- Kim jesteśmy? Wyzwania dla amerykańskiej tożsamości narodowej, tłum. Bartłomiej Pietrzyk, Wyd. Znak, Kraków 2007, ss. 377. ISBN 978-83-240-0806-3 (Who Are We? The Challenges to America's National Identity 2004)